# Peprit

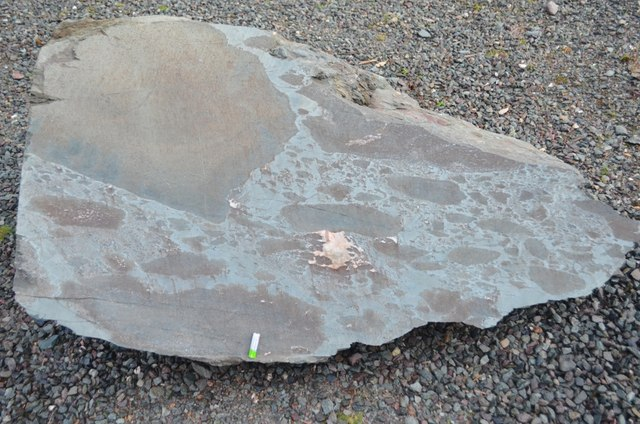
Peprit z Anglie

Peprit je hybridní mořský sediment, která vzniká při kontaktu žhavé lávy s vodním prostředí. Jedná se o hyaloklastickou brekcii se sedimentární matrix. Často se jedná o drobné skelné úlomky obklopené vápnitým či slinitým pojivem.